# Gastón Brugman
Pour les articles homonymes, voir Brugman.
Gastón Brugman, né le 7 septembre 1992 à Rosario en Uruguay, est un footballeur uruguayen, qui joue au poste de milieu de terrain au Galaxy de Los Angeles en MLS.

## Biographie
Gastón Brugman commence sa carrière professionnelle à Empoli, en Serie B. Il est transféré en 2012 à Pescara, toujours en Serie B. Il est prêté en 2013 au club de Grosseto.